# نيفيل أوليفر
نيفيل أوليفر (بالإنجليزية: Neville Oliver)‏ هو معلق رياضي وسياسي أسترالي، ولد في 11 نوفمبر 1944 في لاونسستون في أستراليا. حزبياً، نشط في حزب العمال الأسترالي. وقد انتخب عضو مجلس نواب تسمانيا عن دائرة Division of Franklin (state) ‏ (22 أبريل 2002 – 20 يوليو 2002).